# Оук
О́стров О́ук (с англ. Oak Island — дубовый остров; остров дуба) — остров в графстве Луненберг (вблизи Западного побережья провинции Новая Шотландия, Восточная Канада. Остров упоминается более чем в 50 книгах, обычно в контексте окружающих его легенд о денежных сокровищах.

## Общие сведения
Остров Оук — один из 360 мелких островов, составляющих архипелаг, расположенный в бухте Махон у западного побережья Новой Шотландии. Площадь самого острова составляет 57 га (140 акров). Максимальная высота над уровнем моря — 11 метров (35 футов). Он был покрыт дубовыми лесами, из-за которых и получил своё название.
На нём отсутствует постоянное население, а количество проживающих зависит от времени года.
На острове имеются два дома и два коттеджа.
В XVIII веке там была обнаружена Денежная шахта (англ. money pit), и с тех пор многократные попытки найти скрытые в ней сокровища заканчивались ничем. Теперь остров является частным владением и въезд на него возможен только по специальному разрешению.

## История кладоискательства на острове

### Открытие Денежной шахты

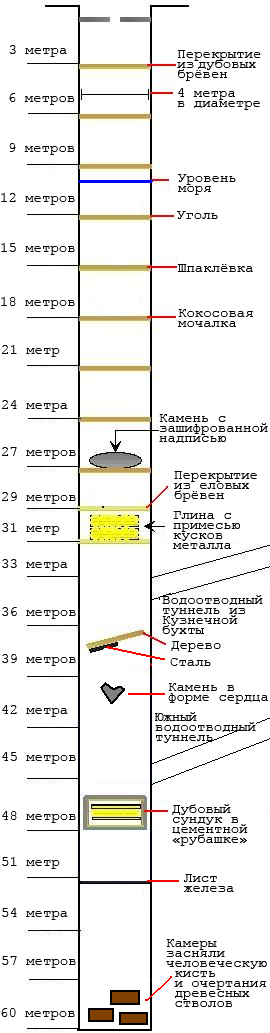
Неточная схема, совмещающая Денежную шахту и скважину Шурф 10X

Источники расходятся в том, как была найдена знаменитая «Денежная шахта». Более «романтичная» версия гласит, что 16-летний Дэниел Макгиннесс и его друзья Энтони Воган и Джон Смит в 1795 году, намереваясь поиграть в пиратов, неожиданно для себя обнаружили на юго-восточной оконечности острова старый дуб, с одной из веток которого свисал корабельный блок с практически прогнившими от времени обрывком каната и куском рыбацкой снасти. Прямо под дубом подростки обнаружили вход в шахту, почти доверху засыпанную землёй.
По другой версии всё началось с двух стариков-моряков — Джона Макгиннесса и Роберта Летбриджа, которые, по слухам, служили на одном корабле. Джон Макгиннесс занимался разведением свиней и выращиванием овощей, жил отшельником, отказываясь покидать остров, хотя сын и невестка постоянно приглашали его к себе. Доверие старик питал только к своему восьмилетнему внуку Дэниелу, и по воспоминаниям последнего, однажды выпив ямайского рома, сказал, что «когда он помрет, внук станет самым богатым человеком в Новой Шотландии».
Макгиннесс, как говорят источники, утонул в 1805 году во время рыбной ловли, и его внук получил хижину в практически полное владение. Однажды, играя в пиратов, юный Дэниел обнаружил в сундуке деда несколько старых карт, где был обозначен остров, покрытый непонятными значками и зашифрованными надписями. Будучи не в силах расшифровать обозначения, Дэниел обратился за помощью к Роберту Летбриджу, жившему неподалёку. Тот заинтересовался находкой и пообещал помочь, но той же ночью в хижине начался пожар. Старый Летбридж погиб в огне, и вместе с ним сгорели все записи старика Макгиннесса, с которых дети не сняли копии. Копаясь на пепелище, мальчики обнаружили вход в шахту под каменными плитами, покрывавшими пол.
На стенах шахты находились знаки неизвестного происхождения. Юные кладоискатели немедленно принялись углублять найденное отверстие, но на глубине около трёх метров обнаружили перекрытие из толстых дубовых брёвен. Перекрытие удалось пробить, но сокровищ под ним не оказалось, а шахта уходила вниз на неизвестную глубину.
Родители мальчиков не проявили никакого интереса к кладоискательству. Вдова Летбриджа вспомнила о хранившемся у неё камне с зашифрованной надписью.
Дэниел Макгиннесс и его друзья вернулись к раскопкам уже в зрелом возрасте, когда в 1813 году ферму Летбриджей купил Джо Селлерс, капитан Британских ВМС в отставке. В сотрудничестве с ним, Макгиннессу, Вогану и Смиту пришлось углубиться в Денежную шахту на глубину порядка 28 метров, проходя раз за разом перекрытия из древесного угля, кокосовой мочалки и плотной глины. Под одним из них, сделанном из корабельной шпаклёвки нашёлся ещё один камень с зашифрованной надписью. Камень этот пропал в 1912 году, но с него была заблаговременно снята копия, позже предположительно расшифрованная таким образом: «На глубине 40 футов под этим камнем закопаны 2 миллиона фунтов стерлингов».
Существует и другой вариант — первый камень, переданный вдовой Летбридж, прочитывается по-латыни как «Вход в шахту искать на норд-норд-вест от основного ориентира», а второй, найденный собственно в шахте, — «Золото опущено на расстоянии 160+180 футов отсюда». Что-то доказать не представляется возможным, так как надписи слишком коротки.
Работы в это время продолжались. Четверо кладоискателей в тот момент не интересовались расшифровкой надписи, но торопились копать, чтобы вынуть сокровище, лежащее под ногами. В шахту проникала вода. В тот день, когда стальной щуп определил, что на глубине порядка 30 м находится нечто небольшое и твёрдое, шахта почти до краёв заполнилась морской водой.
После кропотливых изысканий оказалось, что Денежная шахта является одной из частей гигантского гидротехнического комплекса, со стороны бухты Контрабандиста на северной оконечности острова, к ней подведены как минимум несколько водоотводных туннелей, которые постоянно заполняли нижние уровни морской водой, препятствуя добраться до содержимого. Ещё несколько лет прошло в попытках закупорить туннели и 23 августа 1813 года (как указывает сохранившийся дневник Джо Селлерса) на поверхность была извлечена некая дубовая бочка.
Следы кладоискателей после этого теряются. Официально о находке чего-либо заявлено не было, дальнейшая судьба основных героев этой истории также неизвестна. Исключение составляет Энтони Воган, чьи следы удалось разыскать в Лондоне (Великобритания), где ему принадлежали поместья в Канаде и Англии, а сын Энтони Вогана, Сэмюэль, на одном из аукционов купил своей жене драгоценности на сумму около 50 тыс. фунтов стерлингов (при пересчете на современные цены — около 200 тыс. долларов).

### Синдикат Труро

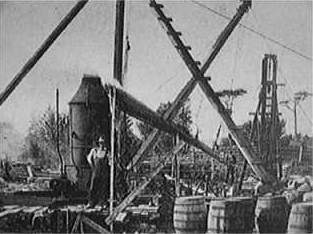
Работы на Денежной шахте. XIX век

История Денежной шахты продолжается в 1848 году, когда неизвестными путями попавшие на остров двое жителей городка Труро, расположенного на западном побережье Новой Шотландии, — Джек Линдсей и Брендон Смарт, обнаруживают в хижине Джо Селлерса случайно забытый дневник.
Немедленно появляются желающие продолжить раскопки, полагающие, что ради одного бочонка никто не стал бы строить такое сооружение. Основателями Синдиката Труро выступают те же Линдсей и Смарт в содружестве с неким Джеймсом МакКалли, искателем приключений из Бостона.
Главным горным мастером и руководителем работ синдиката становится некий Уильям Селлерс, однофамилец одноногого моряка. Работы продолжаются в течение 20 лет и производятся они бессистемно и безграмотно с точки зрения геологии, в результате чего ни закупорить туннели, ни откачать воду до конца не удаётся.
Чуть позднее, в октябре 1856 года, сведения о раскопках на острове Оук появляются на страницах газет. Первой сообщает об этом «Ливерпульская хроника» (Liverpool Transcript), затем новость подхватывает «Газета Новой Шотландии» (The Novascotian) и «Британский колонист» (British Colonist). История Денежной шахты становится достоянием общественности.
В 1863 году компания меняет название и превращается в «Ассоциацию Острова Оук» (The Oak Island Association). Количество нанятых для работы людей постоянно возрастает, доходя до двух сотен, закупается новейшая на тот момент техника, но только в 1865 году Селлерс наконец доложил руководству, что под очередным перекрытием из дубовых бревен обнаружены сундуки, наполненные мягким металлом.
Впрочем, в результате неграмотного бурения, как считается официально, сундуки провалились на глубину 70 м и там окончательно застряли. В дальнейшем история приобрела  криминальный характер. Селлерс, по свидетельству рабочих, снял и спрятал в карман нечто, прилипшее к буру, после чего ночью сбежал с острова и неизвестно на какие деньги (считается, что ему удалось забрать достаточно крупный бриллиант) попытался сколотить собственную компанию и откупить у Синдиката Труро право на разработку Денежной шахты.
Это ему не удалось, но в июне 1865 года компания неожиданно свернула работы, и ночью, в спешке, все руководители исчезли с острова, оставив в Денежной шахте труп Уильяма Селлерса. Доказать причастность Синдиката к его гибели, не удалось, так как свидетели утверждали, что Селлерс сошёл с ума на почве кладоискательства и мог самостоятельно свалиться в открытую шахту. Доказать, что дирекция Синдиката сумела что-то найти и поднять на поверхность, также не удалось.

### Прочие кладоискатели
Следующую попытку предприняла компания «Галифакс», которой руководил промышленник Клифтон Риггс. Риггс пробыл на острове одно лето 1867 года и сумел найти выход второго водоотводного туннеля на глубине 34 метра, но все попытки закупорить туннель окончились неудачей.
Следующая экспедиция прибывает на остров Оук в 1896 году. При сверхглубоком бурении затопленной шахты им удается на глубине 70 м нащупать «сундуки», потерянные Синдикатом Труро, причём бур поднимает на поверхность обрывок пергамента «с буквами «w» и «i»», но и эта находка остаётся без последствий.
В начале XX века почва в районе Денежной шахты напоминала болото, изрытое ходами и глубокими штреками, так что очередная экспедиция потратила довольно много времени, чтобы найти вход в шахту. Экспедиция была организована «Компанией по поиску затерянных кладов», основанной в 1909 году с уставным капиталом в 250 тысяч долларов. В состав её директоров входил будущий президент США Франклин Делано Рузвельт. Будучи в то время адвокатом в Нью-Йорке, он вложил в поиски сокровищ 5 тысяч долларов. Однако, как и многие другие, был вынужден через два года покинуть остров без результатов.

### Гилберт Хедден и Уильям Чэпел
В 1931 году за дальнейшую разработку Денежной шахты берётся Уильям Чэпел. Ему удается дойти до глубины 50 м (163 фута), пробурив новый штрек к юго-западу от основного ствола шахты. На отметке 39 метра (127 футов) ему попадаются топор, часть якоря и кирка. Последнюю удалось определить как изготовленную в Корнуолле. Но сами эти находки не доказывали ничего: на острове побывало столько экспедиций, что найденное могло принадлежать любой из них.
Гилберт Хедден, инженер и специалист по стали, работавший в одном из крупных стальных концернов в Нью-Йорке, в 1928 году наткнулся на заметку в местной газете, рассказывающей об истории Денежной шахты, и сам загорелся идеей кладоискательства. Будучи специалистом, он представлял себе трудности, связанные с поиском утонувшего клада. Хедден готовился в течение нескольких лет. Шесть раз он посетил остров, осмотрел окрестности шахты и собрал информацию о работе предыдущих экспедиций. Ему удалось купить юго-восточную часть острова, и он продолжил бурение с отметки, где остановился Чэпел. Сохранилось письмо Хеддена королю Георгу VI о положении дел на острове. Но и в этот раз ничего найдено не было.

### Семья Ресталл и Роберт Данфилд
В 1955 году на острове работала компания «Техасский нефтепромышленный синдикат». Путём сверхглубокого бурения ей удалось установить, что под островом находятся обширные карстовые полости, заполненные морской водой.
В начале 1960 года кладоискательскую гонку продолжило семейство Ресталлов, однако им пришлось прервать свои работы после того, как четыре человека (среди них — глава семьи Роберт Ресталл, его сын и двое спасателей) задохнулись в одном из штреков от выброса метана — или по другой версии — утонули.
В 1965 году Роберт Данфилд привёз на остров 70-тонный бульдозер (за что получил в среде кладоискателей презрительную кличку «Бульдозерист») и сумел углубиться в шахту до отметки 41 м (134 фута), расширив её отверстие до 30 м (100 футов), а заодно разворотив все вокруг, так что от первоначального ландшафта не осталось и следа. Впрочем, в отличие от своих предшественников, он поставил дело несколько грамотнее в научном отношении, старательно просеивая землю в поисках возможных археологических и прочих находок. Для транспортировки оборудования к отверстию шахты была проложена дорога, остатки которой сохраняются до сих пор.

### «Альянс Тритон» и открытие Дэниела Блэнкеншипа
Дэниел Блэнкеншип был изначально партнёром «Бульдозериста» Данфилда, но после того, как поиски закончились ничем, вместе со своим компаньоном Дэвидом Тобиасом в 1967 году основал компанию «Тритон Альянс Ltd» и откупил большую часть острова для продолжения раскопок. Несколько лет он тщательно готовился, постаравшись раздобыть всю возможную информацию о самом острове и работах на Денежной шахте, включая копии обоих камней, покрытых шифрованной надписью. Именно Блэнкеншипу принадлежат попытки дешифровки, которые и сейчас остаются под вопросом. Однако в результате своих изысканий Блэнкеншип сделал вывод, что бурить Денежную шахту бессмысленно, и заложил шурф под названием 10Х к северо-западу. Сокровища он ожидал обнаружить на глубине 85 м (160 футах, указанных в тексте). На глубине 65 м бур упёрся в скальное основание острова, но бурение продолжалось и, наконец, была найдена подводная пещера. По рассказу самого Блэнкеншипа, опущенные под воду камеры зафиксировали отрубленную человеческую кисть, размытое изображение черепа, столь же размытые очертания сундуков, деревянных частей и нескольких инструментов. Впрочем, картинки получились очень плохого качества, и окончательно установить, что на них изображено, не удалось. В конечном итоге шурф обрушился, копать пришлось ещё раз, но работы остановились из-за отсутствия средств и разногласий между партнёрами. Судебные тяжбы продолжались до 2000 года, причём неизвестно кем была пущена утка, впоследствии распространившаяся в прессе, что Блэнкеншип, спустившись в шурф, увидел там нечто, заставившее его в панике бежать с острова. На самом деле Дэн Блэнкеншип прожил на острове половину своей жизни и скончался 17 марта 2019 года, в возрасте 95 лет.

### Современное положение дел
В 2005 году часть острова, принадлежавшая ранее Дэвиду Тобиасу, ушла с торгов за 7 млн долларов. Туристическое агентство острова Оук предложило его канадскому правительству, но агентство получило отказ. В апреле 2006 года остров был куплен Мичиганской группой специалистов по глубинному бурению. Точная сумма сделки остается в тайне.
В 2013 году поиски клада были продолжены двумя братьями — Риком и Марти Лагина. Результаты их работы были показаны в документальном телесериале «Проклятие острова Оук» на канале History. Существует интерактивная карта острова, на которой отмечены современные находки. На острове удалось найти антикварную брошь, монеты и свинцовый крест, изготовленный между 1200 и 1600 годами нашей эры.

## Гипотезы о принадлежности клада
Источники сильно расходятся в том, как была найдена знаменитая Денежная шахта с которой и началась слава острова. Более «романтическая» версия рассказывает, что 16-летний Дэниел Мак Гиннес и его друзья Энтони Воган и Джон Смит, в 1795 году намерявшись поиграть в пиратов, неожиданно для себя обнаружили на юго-восточной части острова старый дуб, с одной из веток которого свисал корабельный блок с полуистлевшим от времени обрывком каната и куском рыбацкой снасти. Прямо под дубом любознательные подростки обнаружили вход в шахту, засыпанную чуть ли не доверху землей. По другой, более прозаической версии, все началось с двоих стариков матросов, по слухам, вышедшим в отставку с одного корабля — Джона Мак Гиннесса и Роберта Летбриджа. Джон Мак Гиннесс занимался разведением свиней и выращиванием овощей. Он жил отшельником и упорно отказывался покинуть остров, хотя сын и невестка постоянно приглашали его к себе. Особое доверие старик питал к своему восьмилетнему внуку Дэниелу, и по воспоминаниям последнего, однажды выпив ямайского рома, заявил, что когда он помрет, внук станет самым богатым человеком в Новой Шотландии.

Английский писатель Эдвард Роу Сноу ярко описывал историю острова: 
«Существует множество версий происхождения клада острова Оук. На мой взгляд, остров представляет собой огромную сокровищницу, хранящую богатства, привезенные на остров Оук из Южной Америки во время испанских завоеваний этой части света. Обычные пираты или флибустьеры не имели ни склонности, ни терпения зарывать сокровища таким сложным способом».
«В один из октябрьских дней 1795 года в заливе Махоун появился небольшой баркас. Что же привело людей в эти безлюдные просторы Северной Атлантики? Джек Смит, Антони Воган и Даниэль Макджинис оказались здесь случайно. Столь же случайно они обратили внимание на безымянный островок, поросший величественными дубами. На остальных островах, а их по заливу разбросано не менее трехсот, росли обычные, ничем не примечательные ели. Искатели приключений решили причалить к дубовой роще. Лодка уткнулась носом в мягкий песок, и тут Джек Смит заметил ржавый рым-болт, что был вбит в скалу. Друзья призадумались: размеры рым-болта были таковы, что к нему в пору привязывать солидный фрегат. Вот тебе и безлюдный остров!
Пытливые исследователи ринулись прочесывать дубовую рощу и вскоре очутились на поляне, обильно заросшей травой. Посреди поляны величественно возвышался раскидистый дуб. На стволе дерева были вырезаны загадочные знаки, символы и фигуры. Неподалёку земля заметно осела, обозначив большую круглую впадину, как это обычно бывает на месте засыпанной ямы. „Ясное дело: пиратские сокровища“, — решили друзья и начали раскопки».
Денежная шахта является объектом постоянных раскопок искателей сокровищ уже более двух сотен лет. Остров знаменит легендой о якобы хранящемся на нём пиратском кладе. Однако единственной ценной находкой за всё время поиска сокровищ является одна медная испанская монета 1652 года номиналом 8 мараведи. Но в 2020 году, изучая грунт на раскопках вблизи шахты, кладоискатель Алекс Лагина обнаружил убедительные доказательства человеческой деятельности глубоко под землёй ещё в 1492 году.

### Пиратскийтайник

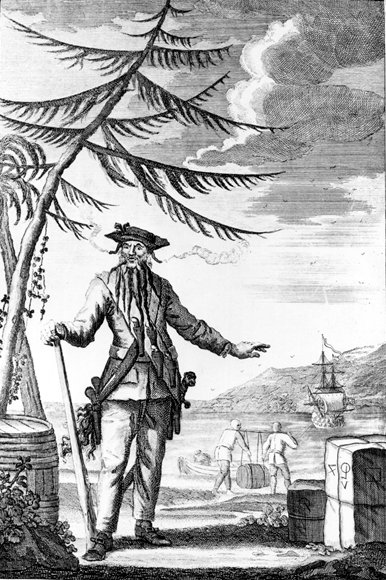
Эдвард Тич, пират «Черная Борода»

Это самая распространенная версия о возможном происхождении сокровищ Денежной шахты. Её однозначно придерживались первооткрыватели — Дэниел Макгиннесс и его друзья. При этом называются имена Уильяма Кидда, или Эдварда Тича по прозвищу «Черная Борода».
Первый из них действительно сумел поживиться богатствами Великого Могола, захватив в качестве добычи индийский корабль, за что был лишен каперской лицензии и повешен. Однако, сокровища, цена которых должна исчисляться очень большой цифрой, так никогда и не были найдены.
Второй «претендент» — Чёрная Борода прославился тем, что якобы похоронил свои многочисленные клады на разных островах Атлантики, методично расправляясь со всеми посвященными в тайну. Ему приписывают изречение «Только дьявол и я знаем, где находятся клады. Кто из нас останется последним, тот ими и воспользуется».
Ярым защитником «пиратской» теории был один из кладоискателей начала XX века — Уильям Хедден. Дело в том, что ему попалась в руки книга Гарольда Тома Уилкинса «Капитан Кидд и его Остров Скелета», причём приведенная в ней карта, якобы, повторяла очертания острова Оук.
Однако, в последнее время «пиратская» теория все больше ставится под сомнение. Во-первых, большинство из пиратов были неграмотны и никак не обладали познаниями в гидротехническом и горном деле, без которых не могла быть сооружена Денежная шахта и связанный с ней комплекс.
Во-вторых, эксперты подсчитали, что подобные работы потребовали бы при знаниях и инструментах XVIII века полугодового труда порядка 100 человек.
И последнее — столь сложные тайники противоречили самой пиратской психологии, в основе которой было жить одним днем, так как следующий мог уже не наступить.

### Сокровища французской короны

Мария-Антуанетта, королева Франции

Ещё более сказочной представляется теория, связанная с пропажей знаменитых драгоценностей Марии-Антуанетты. Известно, что после революции их никто уже не видел, причём до настоящего времени лишь единичные образцы находятся в музеях или частных коллекциях.
Легенда об отправке драгоценностей короны подальше от мятежного Парижа появилась во время революции, когда бывший духовник короля признался во время допроса, что якобы слышал разговор между королём и королевой, планировавшими спрятать драгоценности на случай, если им придется бежать из революционной столицы.
Долгое время местонахождение сокровищ Французской короны связывалось с судном «Телемак», затонувшим 4 января 1790 года в устье Сены. Однако подъём и осмотр корабля, осуществленные уже в XX веке, не дали ничего.
Отсюда, видимо, и родилась легенда, что Мария-Антуанетта сумела передать ценности некоей преданной служанке или фрейлине, которой удалось бежать в Лондон, и далее, примкнуть к солдатам и офицерам Французского флота, оставшимся верными королю.
Действительно, флот поднял мятеж в пользу королевы, однако, после поражения, было решено спрятать драгоценности там, где их никто не стал бы искать. Таким местом, якобы оказался остров Оук.
Этой теории придерживался Франклин Рузвельт, будущий президент США, но стоит сказать, что история драгоценностей Французской короны представляет собой откровенный домысел, не подтверждённый никакими свидетельствами и ничем кроме невнятных слухов.
К тому же семейства Макгиннессов и Летбриждей в то время уже находились на острове, и строительство шахты должно было происходить чуть ли не перед глазами юного Дэниела. В настоящее время теорию поддерживает очень незначительное количество исследователей, указывающих на то, что французский флот обладал достаточными силами и в отличие от пиратов, имел превосходных специалистов, способных устроить практически недоступный тайник. Также указывается, что сама технология строительства напоминает французские гидротехнические сооружения того времени.

### Военно-морская казна

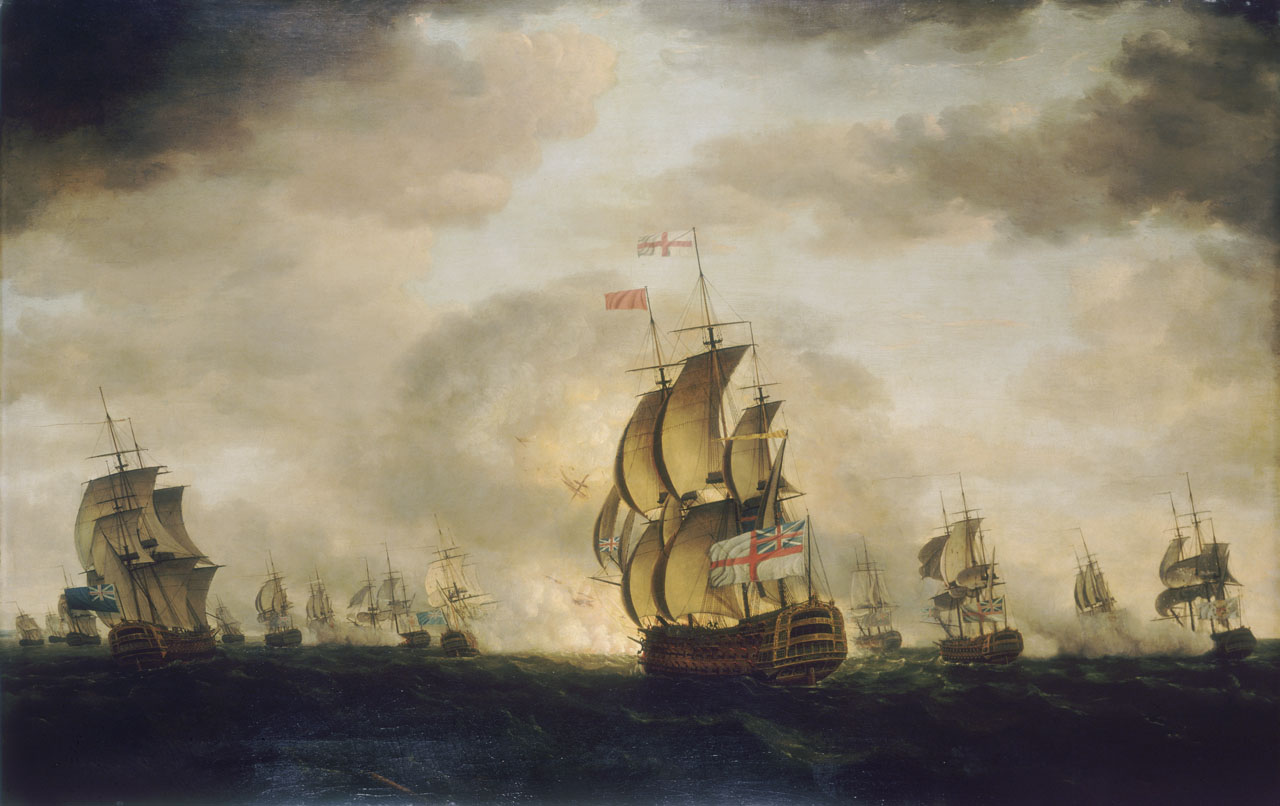
Морское сражение времен войны за Независимость США

Ещё одна теория связывает сокровища Денежной шахты с испанцами, которые, возможно, спаслись с судна, прибитого бурей к острову Оук. Более популярная версия упоминает английские войска времён Войны за Независимость США. По этой теории, некое судно, везущее жалование для войск, вынуждено было повернуть назад, чтобы избежать попадания золота в руки армии Вашингтона. Джон Годвин, отстаивающий эту возможность, указывает также, что стиль постройки напоминает французские гидротехнические постройки того времени, и, следовательно, в Денежной шахте лежит казна крепости Луисбург, вывезенная перед самым её захватом англичанами во время англо-французской войны за канадские территории. Остается открытым вопрос, зачем было прятать казну вместо того, чтобы доставить её в метрополию, и если даже возникла острая необходимость укрыть её от врагов, было ли время у экипажа для того, чтобы спроектировать и соорудить столь сложный комплекс.

### Остров Оук иУильям Шекспир

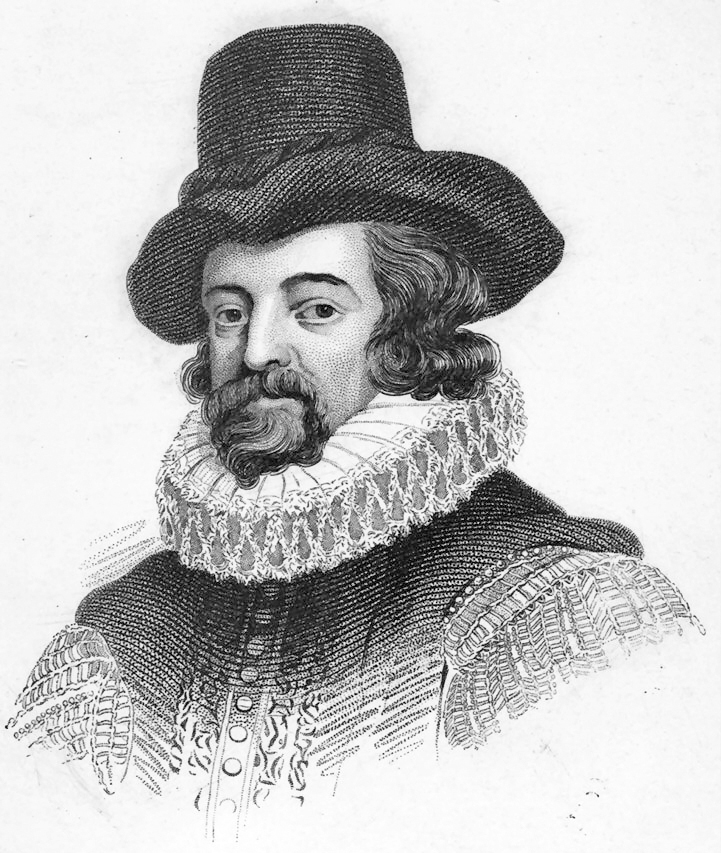
Френсис Бэкон

Пожалуй, самой экзотической в этом списке служит теория, выдвинутая сторонниками того, что подлинным автором шекспировских пьес был Фрэнсис Бэкон (т. н. «антистратфордианцами»). На основании того, что в Денежной шахте были найдены следы ртути, что немедля заставило вспомнить запись в дневнике Бэкона, говорившую что «для сохранности документов нет лучшего средства чем ртуть». Антистратфордианцы немедля заявили, что в Денежной шахте хранятся неопровержимые доказательства, будто автором шекспировских пьес является именно Бэкон. Теория вызвала в основном насмешки. В настоящее время приверженцев почти не имеет.

## Скепсис
Однако же, с самого начала исследований Денежной шахты не перестают звучать голоса, выражающие сомнения в том, что она представляет собой гидротехнический комплекс, а не природное явление, принятое за тайник разгоряченными искателями сокровищ.
Основой для сомнений служит то, что ни фотографий, ни зарисовок первоначального положения не осталось. Какой шахта и окружающий ландшафт были ранее, до того, как нетерпеливые кладоискатели разворотили все вокруг, достоверно неизвестно, и мы вынуждены полагаться лишь на воспоминания первых участников событий.
Основные доводы скептиков:
Искусственное или естественное образование?
Приверженцы этой точки зрения полагают, что Денежная шахта представляет собой на самом деле вполне естественную депрессию земной коры, причём такое явление вполне характерно для побережья Новой Шотландии. Также известны многочисленные карстовые пещеры, обязанные своему происхождению многолетней работе грунтовых вод.
Подобная депрессия может иметь вид неглубокой ямы с рыхлой почвой, из чего создается неправильное впечатление, будто здесь недавно прошлись лопатой. Поваленные деревья, постепенно оказывающиеся под землей, вполне могут создать эффект «платформ» или «перекрытий», найденных в Денежной шахте. Также указывается факт, что в 1949 году во время рытья колодца в близлежащей бухте Махон был найден похожий провал с рыхлой, как будто недавно раскопанной землей. Рабочие затем вспоминали, что «на глубине около 2 футов лопаты наткнулись на слой плоских камней. Несколько глубже нашлись пихтовые и дубовые стволы, наваленные без всякого порядка, некоторые из них обуглились. Сразу пришло в голову, что мы наткнулись на ещё одну Денежную шахту».
Естественный гидротехнический комплекс

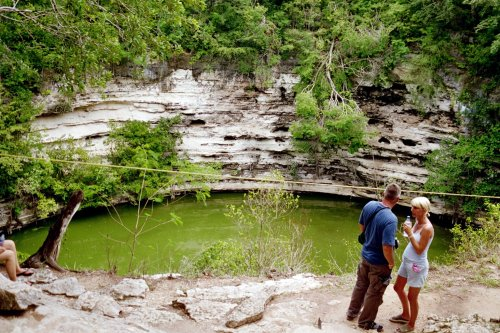
Священный сенот майя — естественное карстовое образование

В 1850 году кладоискатели наткнулись на слой кокосовой мочалки, располагавшийся ниже уровня воды в т. н. Кузнечной Бухте. Это и привело к домыслам, что найден гидротехнический комплекс, обеспечивающий затопление Денежной шахты и тем самым сохранность её загадочного содержимого. Действительно, в Канаде кокосы не растут, и тем самым якобы поддерживалась версия об искусственном происхождении шахты и всего с ней связанного.
Однако не стоит забывать, что за прошедшие столетия мимо острова Оук проходили многие сотни судов, в том числе из южных морей, где кокосовое волокно издавна используется для изготовления верёвок и корабельного такелажа.
В начале XX столетия образец части найденного в бухте материала был отправлен в Смитсоновский Институт (США), где было окончательно подтверждено, что он представляет собой кокосовую губку. Радиоуглеродный анализ (1960 г.) показал для волокон кокоса возраст около 600 —800 лет, но это лишь свидетельствует, что пальма, из которой добыто волокно, была срублена в 1200 —1400 году. При этом нет никаких свидетельств, когда волокно было доставлено на остров.
Как известно, остров Оук расположен в той области, где ледник оставил множество холмов и подземных карстовых полостей, которые постоянно заполняясь водой, затапливали вход в Денежную шахту, создав тем самым впечатление сооружённого человеческими руками гидротехнического комплекса.
В 1995 году группа учёных из WHOI по приглашению бизнесмена из Бостона - Дэвида Мунгара исследовала остров и окрестности Денежной шахты, заключив, что шахта представляет собой природное образование, связанное с системой подводных карстовых пещер, а её затопление вызвано приливами.
Свойство человеческой памяти приукрашать события
Мнение о том, что Денежная шахта содержит некие сокровища, основано, как считают скептики, на голословных утверждениях.
Никто не видел карт острова, якобы сгоревших вместе со старым Летбриджем, и неизвестно, действительно ли они существовали. Шифрованный камень пропал, осталась лишь снятая с него Дэниелом Макгиннессом копия. Дешифровка столь короткого текста математически не может быть подтверждена и носит во многом гадательный характер. Опять же, находка такого камня и вообще все обстоятельства начала работ на шахте слишком уж напоминают пиратские романы и повести, в частности, «Золотого жука» Эдгара По.
Возможно, на формирование легенды оказали воздействие неясные слухи о пропавших сокровищах французской короны и циркулировавшие в то время истории о скрытых масонских сокровищах.
Дневник Джо Селлерса, якобы найденный в его хижине, вполне мог быть сфабрикован для того, чтобы привлечь капиталы и потенциальных партнёров. Такие случаи известны в истории кладоискательства.
Фотографии 1971 года Блэнкеншипа слишком размыты, и при желании на них можно разглядеть всё что угодно.

## Фильмография
- «Острова сокровищ. Золото Дубового острова» (англ. The Secrets of Treasure Islands. Gold Oak Island) — документальный фильм, снятый Discovery в 1993 г.
- «Проклятие острова Оук» (англ. The Curse of Oak Island) —документальный телесериал снятый  Prometheus Entertainment в 2014 г.